# Autoroute A17 (Pays-Bas)
Pour les articles homonymes, voir A17.
L'autoroute néerlandaise A17 est une autoroute des Pays-Bas. Elle relie l'échangeur de Klaverpolder à l'échangeur de De Stok. Sa longueur est de 25 km.
Elle sert de voie alternative reliant les villes d'Anvers et de Rotterdam, en particulier vers le port de ce dernier, situé dans la partie ouest de la ville.